# Bogumiła Gizbert-Studnicka
Bogumiła Gizbert-Studnicka (ur. 16 marca 1949 w Krakowie) – polska klawesynistka, emerytowana profesor Akademii Muzycznej w Krakowie. 

## Życiorys
Ukończyła krakowską Akademię Muzyczną w klasie prof. Elżbiety Stefańskiej i kontynuowała studia w Królewskim Konserwatorium w Antwerpii w klasie prof. Jos van Imerseela. Od 1973 do 2014 była pracownikiem dydaktycznym Akademii Muzycznej w Krakowie, na stanowisku profesora w Katedrze Klawesynu i Instrumentów Dawnych. Wyróżniona na Festiwalu Pianistyki Polskiej w Słupsku (1974) oraz Międzynarodowym Konkursie Klawesynowym w Brugii (1977).
W 2020 otrzymała Nagrodę Miasta Krakowa.